# Philip Massinger
Œuvres principales
- Un moyen nouveau pour payer d'anciennes dettes (1625-26)
- The City Madam (1632)
- The Roman Actor (1626)

Philip Massinger (né en 1583 à Salisbury et mort le 17 mars 1640) est un dramaturge anglais. C'est l'un des principaux représentants du théâtre élisabéthain.

## Biographie
Philip Massinger naît à Salisbury en 1583. Il reçoit son éducation au St Alban Hall à Oxford. Son père est l'agent de la famille Herbert : par la suite, Massinger dédie plusieurs de ses pièces et de ses poèmes à plusieurs membres de cette famille.
Massinger devient le principal collaborateur du dramaturge John Fletcher après la fin de la collaboration de celui-ci avec Francis Beaumont. En 1625, à la mort de Fletcher, Massinger devient le principal dramaturge de la compagnie des King's Men. 
Philip Massinger meurt près de Londres en 1639 ou en 1640. Il est enterré dans la tombe de Fletcher, dans l'église St Saviour's, dans le district londonien de Southwark (elle est devenue depuis la Southwark Cathedral).

## Œuvre
Philip Massinger a écrit au moins 55 pièces de théâtre, dont 22 sont perdues. Parmi les pièces retrouvées, quinze sont de lui, seize ont été écrites en collaboration avec John Fletcher, et deux ont été coécrites avec d'autres dramaturges, Thomas Dekker et Nathan Field. Massinger a écrit des tragédies, des comédies et des tragi-comédies.

## Liste des œuvres de Massinger

### Pièces écrites seul
- The Maid of Honour, tragédie, créée vers 1621.
- The Duke of Milan, tragédie, créée vers 1621-23.
- The Unnatural Combat, tragédie, créée vers 1621-26.
- The Bondman, tragi-comédie, créée en 1623.
- The Renegado, tragi-comédie, créée en 1624.
- The Parliament of Love, comédie, créée en 1624.
- A New Way of Paying Old Debts (Nouveau moyen de payer de vieilles dettes), comédie créée en 1625-26[3].
- The Roman Actor, comédie, créée en 1626.
- The Great Duke of Florence, tragi-comédie, créée en 1627.
- The Picture, tragi-comédie, créée en 1629.
- The Emperor of the East, tragi-comédie, créée en 1631.
- Believe as You List, tragédie, créée en 1631.
- The City Madam, comédie créée en 1632[4].
- The Guardian, comédie, créée en 1633.
- The Bashful Lover, tragi-comédie, créée en 1636.

### Avec John Fletcher
- Sir John van Olden Barnavelt, tragédie, créée vers 1619.
- The Custom of the Country, comédie, créée en 1619-22.
- The Little French Lawyer, comédie, créée vers 1619-23.
- A Very Woman, créée vers 1619-22.
- The Double Marriage, tragédie, créée vers 1621.
- The False One, pièce historique, créée vers 1619-23.
- The Prophetess, comédie, autorisée en 1622.
- The Sea Voyage, comédie, autorisée en 1622.
- The Spanish Curate, comédie, autorisée en 1622.
- The Lovers' Progress ou The Wandering Lovers, tragi-comédie, autorisée en 1623.
- The Elder Brother, comédie, autorisée vers 1625.

### Avec John Fletcher et d'autres auteurs
avec Fletcher et Francis Beaumont
- Thierry and Theodoret, tragédie.
- The Coxcomb, comédie.
- The Beggar's Bush, créée vers 1622.
- Love's Cure, comédie.

avec Fletcher et Nathan Field
- The Honest Man's Fortune, tragi-comédie.
- The Queen of Corinth, tragi-comédie.
- The Knight of Malta, tragi-comédie.

avec Fletcher et d'autres auteurs incertains
- avec Fletcher, John Ford, et peut-être William Rowley ou John Webster : The Fair Maid of the Inn, comédie, créée en 1622.
- avec Fletcher, Ben Jonson, et peut-être George Chapman, Rollo Duke of Normandy, ou The Bloody Brother, tragédie, créée vers 1616-24.

### AvecNathan Field
- The Fatal Dowry (La Dot fatale), tragédie, vers 1619.

### AvecThomas Dekker
- The Virgin Martyr, tragédie, créée en 1620.

### Avec Thomas Middleton and William Rowley
- The Old Law, comédie (créée vers 1615-18).

### Ouvrages généraux
- (en) Margaret Drabble (dir.), The Oxford Companion to English Literature, 6e édition, Oxford University Press, 2000.

### Études savantes
- (en) T. A. Dunn, Philip Massinger, 1957.
- (en) Donald S. Lawless, Philip Massinger and his Associates, Ball State University, 1967. [lire en ligne]
- (en) Donald S. Lawless, The Poems of Philip Massinger, Ball State University, 1968. [lire en ligne]